# Forshaga kyrka
Forshaga kyrka är en kyrkobyggnad i Forshaga i Värmland. Kyrkan tillhör Forshaga-Munkfors församling i Karlstad stift.

## Kyrkobyggnaden
År 1908 bildades Forshaga kapellförsamling och år 1918 upplät Forshaga Sulfit AB en tomt där en kyrka skulle placeras. Forshaga kyrka uppfördes åren 1919 - 1921 efter ritningar av arkitekt Bror Almquist och invigdes den 20 mars 1921 av biskop J.A. Eklund. År 1937 byttes fönsterglaset ut från vanligt glas till blyinfattat antikglas. År 1947 byttes tidigare värmeanläggning med kol ut mot elvärme och tidigare kolkällare blev toalett och förråd. År 1957 byttes yttertakets enkupiga lertegel ut mot svart, matt falstegel.
Grundmuren är byggd av gråsten, i stora block som endera är sprängda eller kilade. Väggarna har gjorts i putsat tegel. Detsamma gäller det 30 meter höga tornet i vilket huvudingången finns belägen. Kyrkan har ett enskeppigt långhus med kor torn och vapenhus. Norr om koret finns en vidbyggd sakristia. Kyrkorummet täcks av ett treklövervalv. Mellan långhuset och det smalare koret finns en triumfbåge försedd med dekorationsmålningar av Yngve Lundström.

## Inventarier
- Såväl kyrkans orgelfasad i senbarockstil, som altaruppsatsen från 1696 kommer från Grava gamla kyrka, där de låg magasinerade under flera år utan att brukas.
- 1921 blev orgeln med tolv stämmor på två manualer byggd av E. A. Setterquist & Son Orgelbyggeri i Örebro. Orgeln har byggts om år 1956 av Hammarbergs Orgelbyggeri AB i Göteborg till 15 stämmor fördelade på två manualer och pedaler.
- Forshaga kyrkas dopfunt är tillverkad i trä efter ritningar av kyrkans arkitekt Bror Almquist. Funten består av en åttakantig skål som bärs upp av fyra kolonner på en åttakantig plint.
- Predikstolen vid ordöstra långhusväggen är byggd år 1920 efter ritningar av Bror Almquist. Den består av en åttakantig korg och saknar ljudtak.
- En brudkrona i silver är en gåva från kyrkans syförening år 1939.

## Galleri

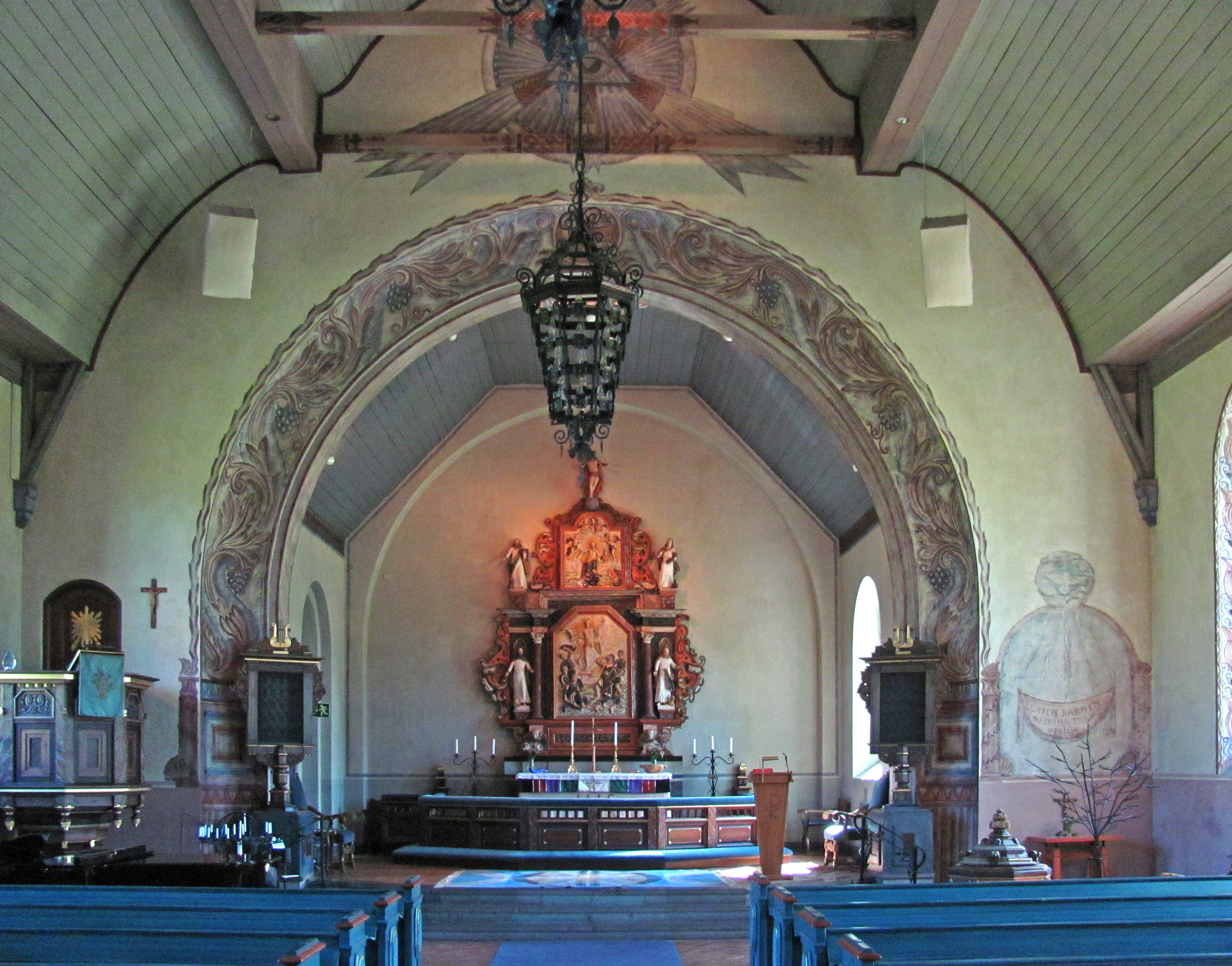
Kyrkorummet
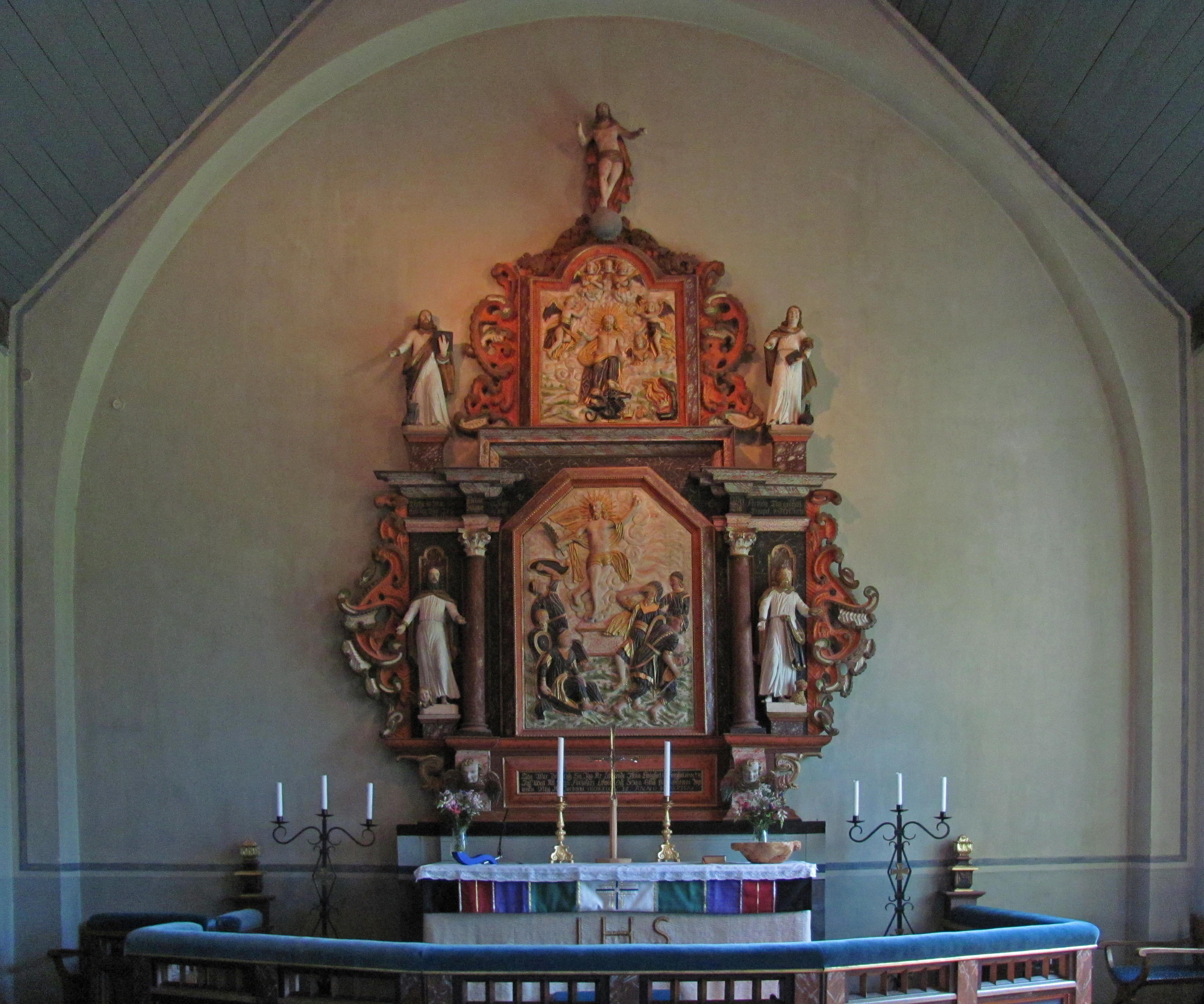
Altaret
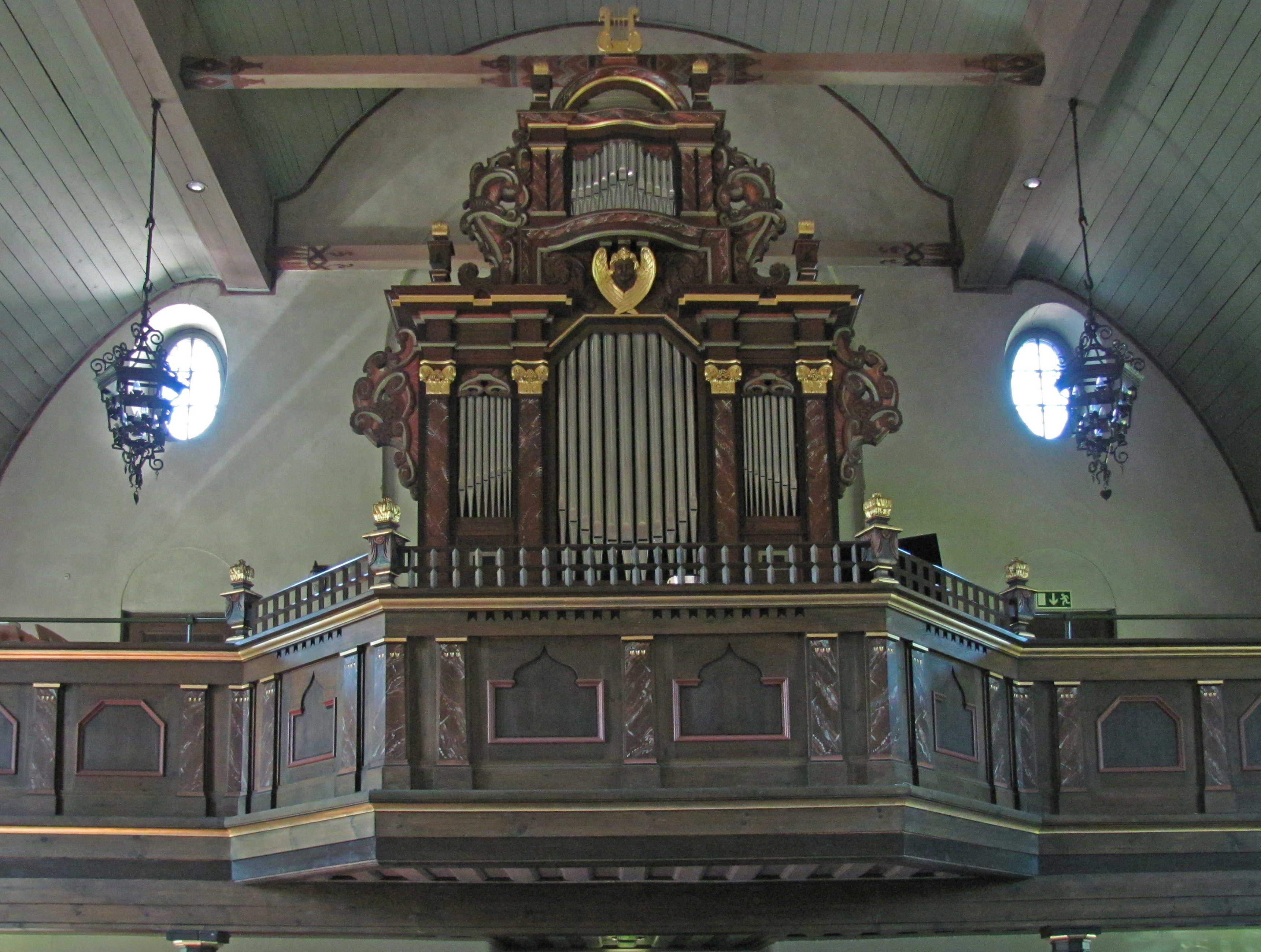
Orgeln

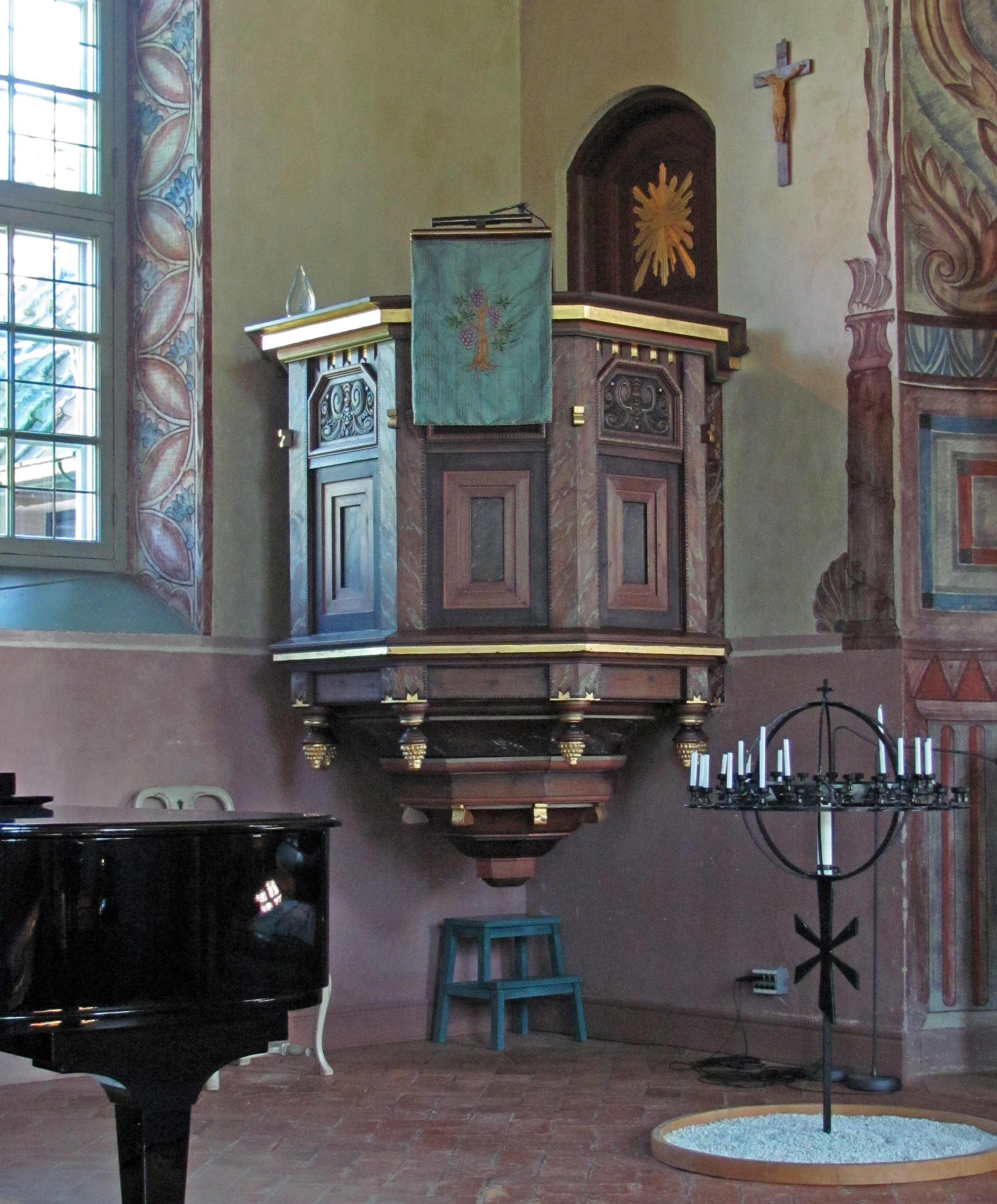
Predikstolen
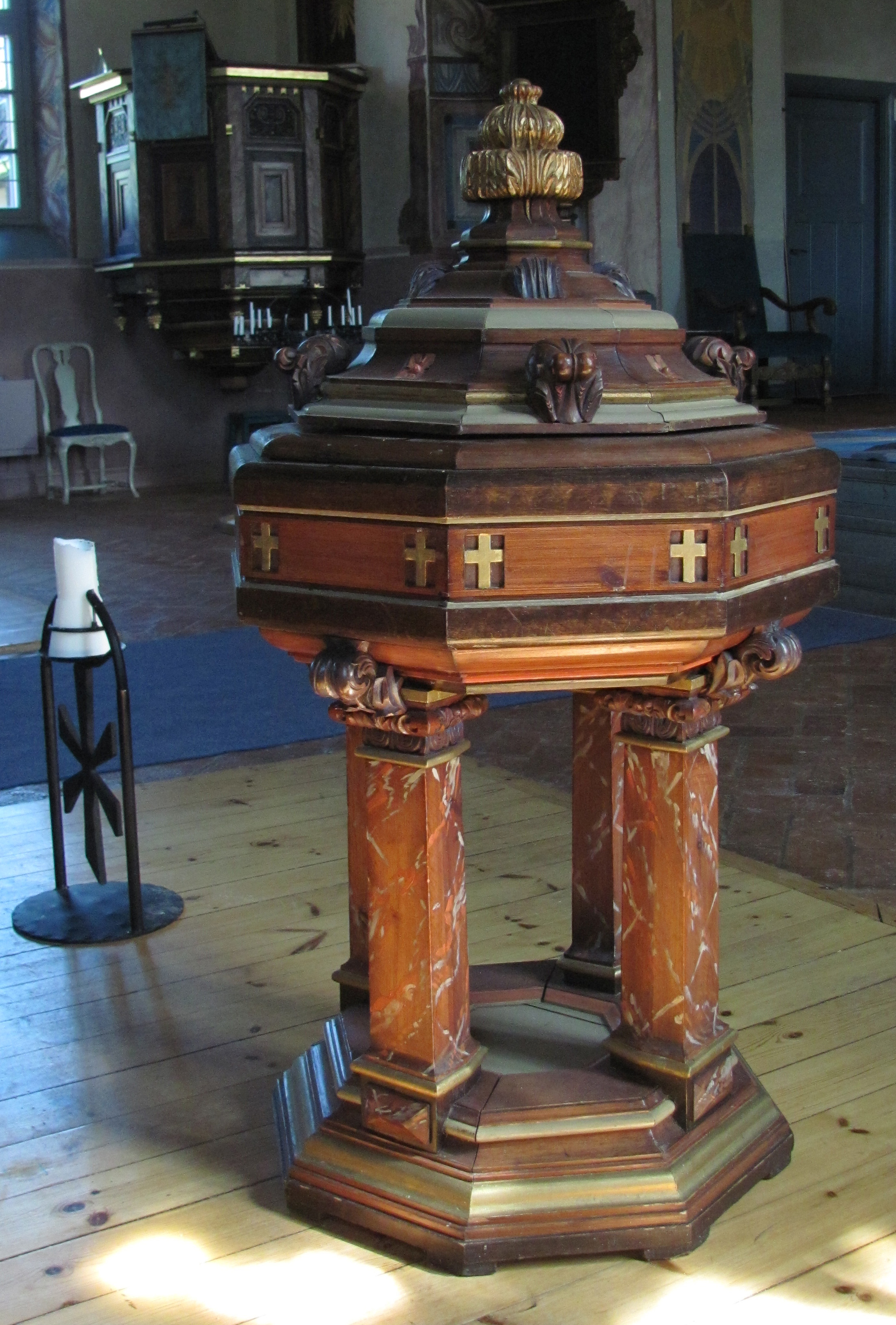
Dopfunten